# Бага (народ)
Ба́га — африканский народ. Проживает на побережье Гвинеи и на соседних островах, к северу от города Конакри. Крупнейшие группы этого народа — коба-бага, бага-форе и бага-ситему.

## Общие сведения
Согласно данным за 2000 год их численность составляет 100 тысяч человек, но быстро сокращается вследствие ассимиляции со стороны сусу. Считается, что бага происходят из области плато Фута-Джаллон. В XVII—XVIII веках мигрируют в район Порт-Локо, откуда были постепенно оттеснены сусу к Северу. Бага-форе противостоят ассимиляции, не переходят на язык сусу.
Племя бага на прибрежных районах французской Гвинеи до сих пор не исследованы основательно антропологами, хотя имеют очень важное значение при изучении культуры и народов Африки (Fagg 1947: 105).
В 1947 году Уильям Фагг сделал достоянием культуры 2 скульптуры бага, одна хранится в Британском музее, а другая в музее de l’Homme (Paulme-Schaeffner and Fagg 1959: 28).

### Язык
По языку и культуре близки к народам киси, налу, ландума, ммани, темне, лимба, буллом. Язык бага относится к западно-атлантической группе нигеро-кордофанской семьи.

### Исповедания
Бага исповедуют традиционные верования: поклоняются силам природы. В культе плодородия большую роль играет богиня Нимба.
Бо́льшая часть бага поверглась исламизации уже в начале XX века (Fagg 1961: 61).

### Устройство
Поселения бага управляются советом. Вожди у бага отсутствуют. Существуют мужские и женские тайные союзы. Большая семья состоит из нуклеарных семей, возглавляется старшим мужчиной.

## Традиционная материальная культура

### Традиционные жилища
Поселения бага вытянуты вдоль берега, планировка построек линейная. Жилище в основном прямоугольное, с соломенной крышей и с верандой на столбах.

### Традиционные занятия
Занимаются ручным рисоводством. Мужчины выращивают также маниок, батат, сорго, а женщины — кукурузу, таро, арахис; выпаривают морскую соль. Фруктовые деревья передаются у бага по наследству. Продуктами обмена служат морская соль и орехи кола.

### Традиционная пища
Употребляют в пищу пальмовое масло, сушёный лук, вяленую и копчёную рыбу.